# Église Notre-Dame d'Échiré
Pour les articles homonymes, voir Église Notre-Dame et Notre-Dame.
L'église Notre-Dame d'Échiré est un édifice religieux situé au centre du village d'Échiré dans le département des Deux-Sèvres en France. 

## Histoire
La construction remonte au XIe siècle ou au XIIe siècle pour la nef et au XVe siècle pour le chœur, tandis que l'actuel clocher date du XIXe siècle. Elle est consacrée par le cardinal Louis-Édouard Pie, évêque de Poitiers, le 26 août 1879.
D'importants travaux de rénovation ont lieu de 2011 à 2013 pour un montant de 682 000 euros .

## Galerie

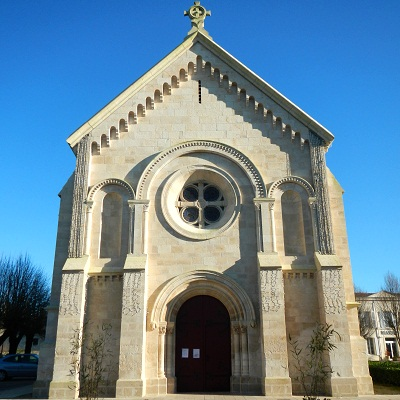
Le portail.
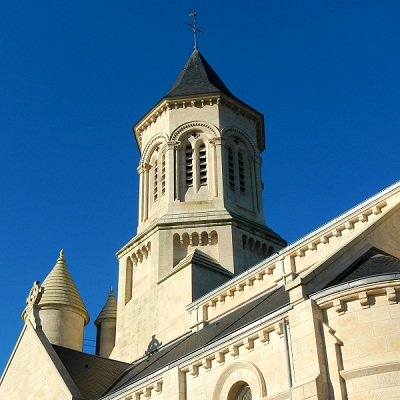
Le clocher.
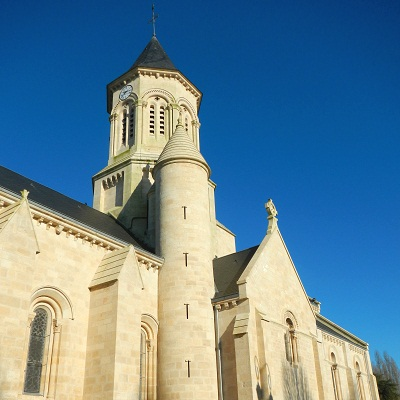
Vue partielle.